# ایگور شستیورکین
ایگور شستیورکین (روسی: Игорь Олегович Шестёркин؛ زادهٔ ۳۰ دسامبر ۱۹۹۵) بازیکن هاکی روی یخ اهل روسیه است.
وی همچنین برندهٔ جوایزی همچون نشان دوستی شده‌است.